# Nature morte au chapeau de paille
Nature morte au chapeau de paille est un tableau réalisé par le peintre néerlandais Vincent van Gogh à la fin de l'année 1881, alors qu'il vient de se mettre à pratiquer son art. Cette huile sur toile sur papier est une nature morte qui représente une pipe et un chapeau de paille posés devant une bouteille et d'autres récipients. Elle est conservée au musée Kröller-Müller, à Otterlo.